# Лукаш, Николай Алексеевич
Никола́й Алексе́евич Лука́ш (укр. Микола Олексійович Лукаш, 19 декабря 1919 — 29 августа 1988) — украинский советский переводчик, литературовед, лексикограф. Владел более чем 20 языками, успешно переводил литературные произведения с большинства из них на украинский язык. Некоторые его произведения известны под псевдонимом Мыкола Нежурысь.

## Биография
Родился 19 декабря 1919 года в городе  Кролевец Сумской области. Отец — Алексей Яковлевич, мать — Василина (Васса) Ивановна.
1928—1937 — учёба в школе. В старших классах (1936—1937) принимал участие в работе кролевецкого литературного объединения «ЛИАСМО» (Литературная ассоциация молодых).
После окончания школы в 1937 году поступил на исторический факультет Киевского государственного университета. В свободное от учёбы время работает переводчиком в «Архиве древних актов».
В 1939—1940 преподает немецкий язык, украинский язык и литературу в средней школе села Копачов Обуховского района Киевской области.
1941 — завершил работу над первой частью «Фауста» Й.-В. Гёте.
1941—1943 — работа на строительстве линии оборонительных сооружений вокруг Киева, ранение, после ранения живёт в Кролевце, на оккупированной территории.
1943—1945 — служба в батальоне аэродромного обслуживания, город Харьков.
1945—1947 — учёба на факультете французской филологии Харьковского педагогического института иностранных языков.
1947—1948 — преподаватель Харьковского педагогического института иностранных языков.
1948—1949 — переводчик в УкрНИИ лесного хозяйства (Харьков).
1949—1951 — преподаватель английского и немецкого языка в Харьковском сельскохозяйственном институте.
В 1950 году получил письмо М. Ф. Рыльского по поводу перевода «Фауста».
1950—1953 — преподаватель французского и немецкого языка в Харьковском государственном университете.
1953 — выход в свет первого перевода Николая Лукаша:

Стіль А. Перший удар: [Роман] / Пер. з фр. — Киев: Держлітвидав УРСР, 1953. — 412 с.

1953—1972 — выход в свет значительной части работ Николая Лукаша.
Член Союза писателей Украины c 1956 года.
С 1958 года Николай Лукаш живёт в Киеве.
1958—1960 — член редколлегии, заведующий отделом поэзии журнала «Всесвіт».
1969 — выходит сборник Гарсиа Лорки «Лирика» в переводах М. Лукаша, оказавший большое влияние на молодую поэзию Украины.
В 1973 году был исключён из Союза писателей и восстановлен в 1987 году. Причиной исключения послужило то, что Николай Лукаш в марте 1973 года направил письмо в защиту Ивана Дзюбы, осуждённого за «антисоветскую деятельность» к 5 годам заключения и 5 годам ссылки, в котором предложил отбыть назначенный срок за коллегу по писательскому цеху, ссылаясь на плохое состояние здоровья последнего, а также в связи с тем, что он, Николай Лукаш, придерживается аналогичных взглядов. Письмо возымело действие, Иван Дзюба был помилован (в ноябре того же года), а для Николая Лукаша начался очень непростой период его жизни, когда его практически перестали издавать, чем лишили средств к существованию; на протяжении ряда лет у подъезда его дома был милицейский пост.
С 1973 по 1981 работы Лукаша практически не публикуются (начиная с 1979 года иногда появляются его переводы в периодике).
В 1981 выходит в свет переиздание «Фауста» Й.-В. Гёте — первое за период негласного «запрета» отдельное издание перевода Николая Лукаша.
В 1984 году издаётся первая, после исключения из Союза писателей Украины, новая работа Николая Лукаша:

Аполлінер Г. Поезії / Пер. з фр.; Передм. Д. Наливайка «Шляхами оновлення поезії», С. 5—48. — Киев: Дніпро, 1984. — 225 с. — (Перлини світової лірики).

1987 — возобновлено членство в Союзе писателей Украины.
1988 — удостоен премии имени М. Ф. Рыльского.
Умер Николай Лукаш 29 августа 1988 года в Киеве.

## Премии
- 1988 — премия имени М. Ф. Рыльского за переводы на украинский язык «Декамерона» Дж. Боккаччо, «Фауста» Й.-В. Гёте, «Мадам Бовари» Г. Флобера и др.
- 1993 — украинско-французская литературная премия имени Николая Зерова «за лучший украинский перевод из французской литературы».

## Память
В 1989 году редакция журнала «Всесвіт» учредила литературную премию имени Николая Лукаша «Ars Translationis» за лучший литературный перевод или статью по искусству перевода, опубликованную в журнале.
В 1990 году вышел в свет самый полный сборник переводов Николая Лукаша:

Від Бокаччо до Аполлінера: Переклади М. Лукаша / Ред.-упоряд., авт. передм. «Високий шлях Миколи Лукаша» (С. 5—10) М. Н. Москаленко. — Киев: Дніпро, 1990. — 510 с. — (Майстри поетичного перекладу). — ISBN 5-308-00748-9.

В 1995 году издан перевод «Дон Кихота» Сервантеса, законченный и подготовленный к публикации А. Перепадей:

Сервантес Сааведра М. де. Премудрий гідальго Дон Кіхот з Ламанчі: [Роман] / Пер. з ісп. М. Лукаш, А. Перепадя; післямова Г. Кочура «Сервантес і його Дон Кіхот», С. 672—678. — Киев: Дніпро, 1995. — 703 с.

2000—2003 — переизданы «Декамерон», «Фауст», «Мадам Бовари» в переводе Николая Лукаша.
После смерти Николая Лукаша в различных периодических изданиях опубликовано более 300 литературных произведений в его переводе.
Указом Президента Украины от 7 августа 2009 года № 594/2009 поставлены задачи по чествованию Николая Лукаша в связи с 90-летием со дня его рождения, в частности — издание полного собрания переводов, увековечение памяти на его родине.
В 2009 году Издательский дом «Киево-Могилянская академия» выпустил в свет первый том воспоминаний «Наш Лукаш», упорядоченный Леонидом Череватенком, включающий воспоминания о Николае Лукаше 137 авторов. Книга удостоена диплома II степени конкурса «Лучшая книга Украины» в номинации «Жизнь прославленных». В декабре 2011 года вышла вторая книга этого издания.